# Coupe Memorial 1979
Navigation
Édition précédente Édition suivante
L'édition 1979 de la Coupe Memorial est présentée du 6 au 13 mai 1979 à Sherbrooke, Trois-Rivières et Verdun, au Québec. Gérée par l'Association canadienne de hockey amateur, elle regroupe les meilleures équipes de niveau junior à travers les ligues basée au Canada.

## Équipes participantes
- Les Draveurs de Trois-Rivières représentent la Ligue de hockey junior majeur du Québec.
- Les Petes de Peterborough représentent la Ligue de hockey junior majeur de l'Ontario.
- Les Wheat Kings de Brandon représentent la Ligue de hockey de l'Ouest.

## Classement de la ronde préliminaire
| Équipe                     | PJ | V | D | BP | BC | Pts |
| -------------------------- | -- | - | - | -- | -- | --- |
| Wheat Kings de Brandon     | 4  | 2 | 2 | 16 | 14 | 4   |
| Petes de Peterborough      | 4  | 2 | 2 | 15 | 15 | 4   |
| Draveurs de Trois-Rivières | 4  | 2 | 2 | 11 | 13 | 4   |

Nota : Ayant une triple égalité au classement, les équipes furent classées par le nombre de buts marqués.

## Résultats

### Résultats du tournoi à la ronde
| Date        | Vainqueur                  | Résultat | Perdant                    |
| ----------- | -------------------------- | -------- | -------------------------- |
| 6 mai 1979  | Draveurs de Trois-Rivières | 4-3      | Petes de Peterborough      |
| 7 mai 1979  | Draveurs de Trois-Rivières | 4-1      | Wheat Kings de Brandon     |
| 8 mai 1979  | Petes de Peterborough      | 7-6 (P)  | Wheat Kings de Brandon     |
| 9 mai 1979  | Petes de Peterborough      | 3-2      | Draveurs de Trois-Rivières |
| 10 mai 1979 | Wheat Kings de Brandon     | 6-1      | Draveurs de Trois-Rivières |
| 11 mai 1979 | Wheat Kings de Brandon     | 3-2      | Petes de Peterborough      |

### Ronde finale
| Date        | Vainqueur             | Résultat | Perdant                |
| ----------- | --------------------- | -------- | ---------------------- |
| 13 mai 1979 | Petes de Peterborough | 2-1 (P)  | Wheat Kings de Brandon |

## Effectifs
Voici la liste des joueurs des Petes de Peterborough, équipe championne du tournoi 1979 :
- Entraîneur : Gary Green
- Gardiens : Ken Ellacott et Rick LaFerriere.
- Défenseurs : David Fenyves, Larry Murphy, Brad Ryder, Stuart Smith (en), Greg Theberge, Jim Wiemer.
- Attaquants : Bob Attwell, Dave Beckon, Terry Bovair, Carmine Cirella, Keith Crowder, Larry Floyd, Bill Gardner, Chris Halyk, Anssi Melametsa, Mark Reeds, Tim Trimper,

## Honneurs individuels
- Trophée Stafford-Smythe (MVP) : Bart Hunter (Wheat Kings de Brandon)
- Trophée George-Parsons (meilleur esprit sportif) : Chris Halyk (Petes de Peterborough)
- Trophée Hap-Emms (meilleur gardien) : Bart Hunter (Wheat Kings de Brandon)

Équipe d'étoiles :
- Gardien : Bart Hunter (Wheat Kings de Brandon)
- Défense : Normand Rochefort (Draveurs de Trois-Rivières); Brad McCrimmon (Wheat Kings de Brandon)
- Centre : Laurie Boschman (Wheat Kings de Brandon)
- Ailier gauche : Ray Allison (Wheat Kings de Brandon)
- Ailier droit : Tim Trimper (Petes de Peterborough)